# غربيت بايين
غربيت بايين (بالفارسية: غربیت پایین) هي قرية تقع في قسم باهوكلات الريفي (مقاطعة تشابهار) في إيران. يقدر عدد سكانها بـ 255 نسمة بحسب إحصاء 2016.